# مقاطعة أورانج (فلوريدا)
مقاطعة أورانج، فلوريدا (بالإنجليزية: Orange County, Florida)‏ هي إحدى مقاطعات ولاية فلوريدا في الولايات المتحدة. ، بلغ عدد سكانها 1145956 نسمة في عام 2010 حسب إحصاء مكتب تعداد الولايات المتحدة .

## أعلام
- ديفيد أوليفر
- ويليام جيمس بريان
- ناثان فليمون بريان
- إلبيردغ براينت
- غارفيلد بلير

## وصلات خارجية
- http://www.orangecountyfl.net/